# Meteoro de Tcheliabinsk
Vídeo mostrando o momento do impacto visto a partir de Kamensk-Uralsky, no Oblast de Sverdlovsk, a norte de Cheliabinsk.
O meteoro de Cheliabinsk, ou meteoro de Tcheliabinsk, foi provocado por um asteroide que adentrou a atmosfera terrestre sobre a Rússia em 15 de fevereiro de 2013, transformando-se em uma bola-de-fogo que cruzou os céus do sul da região dos Urais até explodir sobre a cidade de Cheliabinsk, às 9:20:26 (horário local) ou 03:20:26 (UTC). Estima-se que o asteroide, ao adentrar a atmosfera terrestre, tinha aproximadamente 10 000 toneladas de massa e 17 m de diâmetro, liberando o equivalente a 500 quilotons de TNT de energia durante o evento. Para efeitos de comparação, a bomba nuclear jogada sobre Hiroshima liberou cerca de 13 quilotons de TNT de energia. Após despedaçar-se sobre Cheliabinsk, a maior parte do meteorito parece ter caído no lago Chebarkul.
A agência de notícias russa RIA Novosti informou que oficiais haviam detectado uma explosão na troposfera a uma altitude de aproximadamente 10 000 m. Contudo, a Academia de Ciências da Rússia estima que a explosão tenha ocorrido entre 30 e 50 km de altitude. De acordo com estimativas preliminares da agência espacial Russa Roskosmos, o objeto deslocava-se ao longo de uma trajetória baixa com uma velocidade de aproximadamente 30 km/s (equivalente a 108 000 km/h). Dados coletados por pelo menos cinco estações de infrassom indicam que o evento teve uma duração total de 32,5 s. O primeiro registro do evento por uma estação de infrassom ocorreu no Alasca, a 6 500 km de Cheliabinsk. Porém, o asteroide não havia sido detectado antes de adentrar a atmosfera. A composição do meteorito assemelha-se à dos Condritos ordinários
Cerca de 1 200 pessoas procuraram atendimento médico em consequência do evento, sendo que a maioria dos feridos machucou-se com estilhaços de vidro das janelas destruídas pela onda de impacto da explosão da bola-de-fogo. Segundo a defesa civil, pelo menos duas estavam muito mal. A explosão e os impactos resultantes danificaram prédios em seis cidades na região do evento. O calor resultante do atrito do objeto com o ar da atmosfera produziu uma luz ofuscante, a ponto de projetar sombras em Cheliabinsk, tendo sido avistada nos óblasts de Sverdlovsk e Oremburgo e no vizinho Cazaquistão.
O meteoro de Cheliabinsk é o maior corpo celeste a atingir a Terra desde o evento de Tunguska, em 1908, e, até onde se tem conhecimento, o único evento no qual tamanho número de vítimas foi registrado. Reconstrução de sua trajetória orbital baseada nas informações e vídeos amadores coletados permitiram concluir com segurança que tal asteroide pertencia ao grupo de asteroides denominado Apolo, que orbitam de forma perigosa as proximidades da terra.

## Características

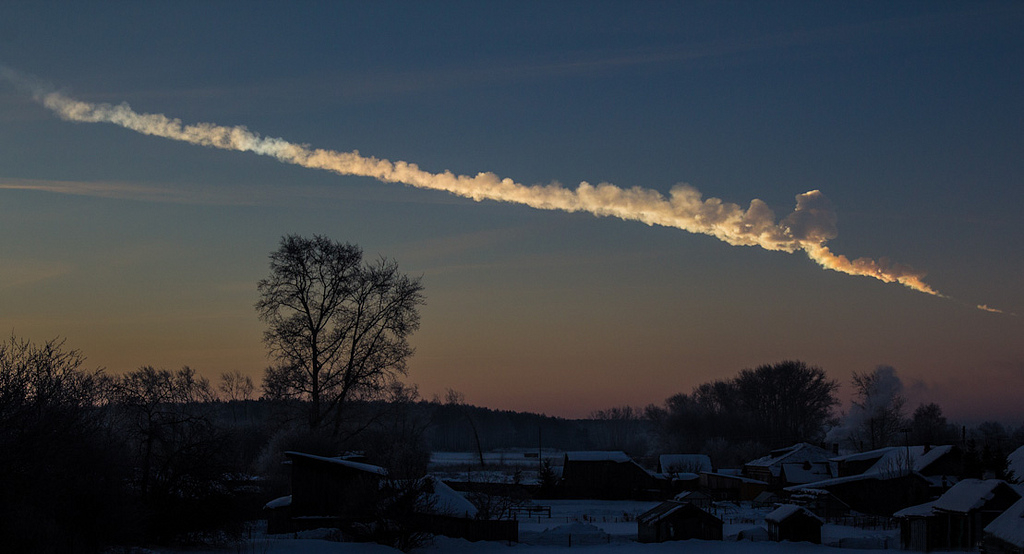
Rastro deixado pelo meteoro sobre os Montes Urais ao amanhecer.

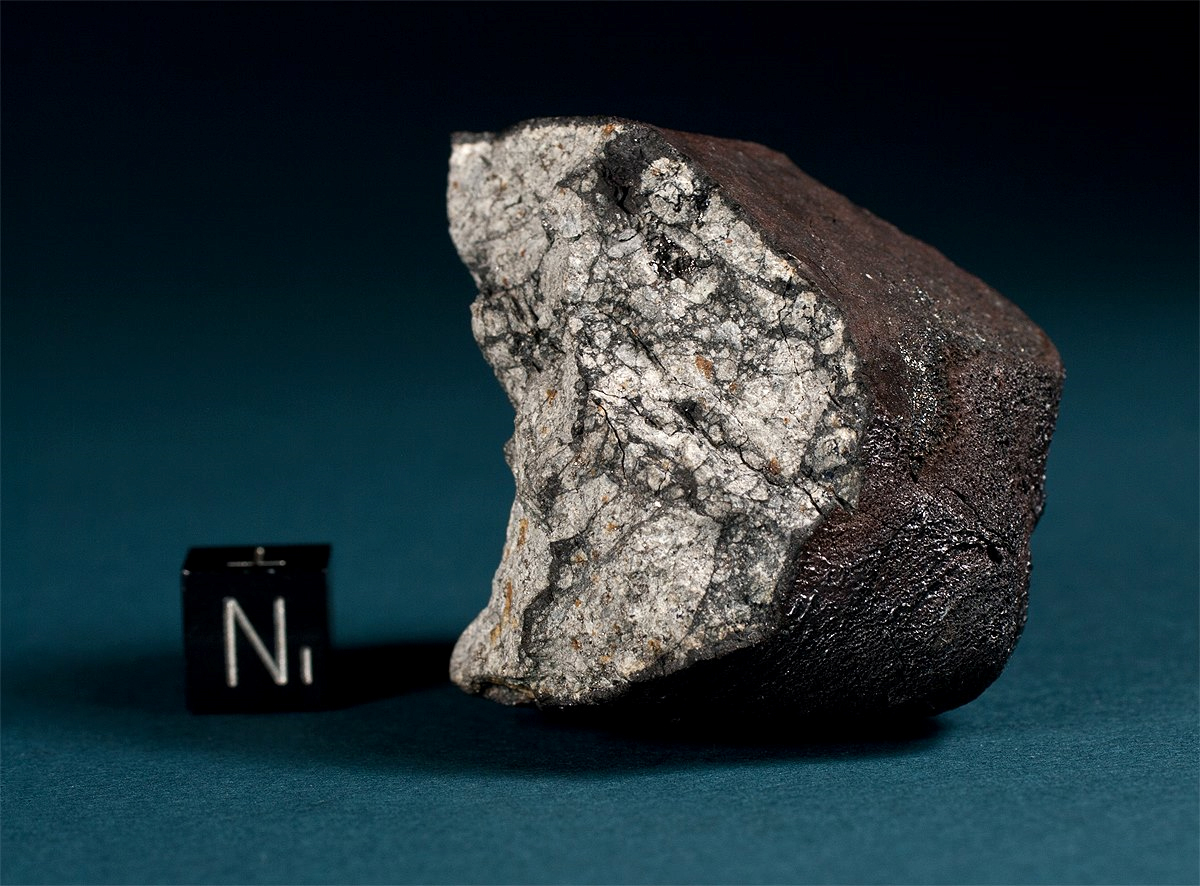
Um dos fragmentos do meteorito encontrados ao redor da área de impacto.

O meteoro surgiu como uma bola-de-fogo cruzando os céus dos óblasts de Cheliabinsk, Sverdlovsk e Oremburgo e das regiões vizinhas pertencentes ao Cazaquistão, tendo sido avistado, fotogrado e filmado por muitos moradores da região. Vídeos amadores mostram uma bola-de-fogo cruzando o céu, seguido de uma forte onda de choque sonora. O meteoro foi fotografado pelo satélite meteorológico Meteosat 10 logo após sua entrada na atmosfera.
Enquanto a Agência Espacial Russa estimou que o asteroide adentrou a atmosfera terrestre ao longo de uma trajetória baixa com uma velocidade de aproximadamente 30 km/s (equivalente a 108 000 km/h), a Academia de Ciências da Rússia estima que a velocidade de entrada tenha sido de 15 a 20 km/s.
As estimativas sobre as dimensões do asteroide ainda diferem. A Academia de Ciências da Rússia estimou o diâmetro do objeto "em alguns metros". Já a NASA havia revisado sua estimativa do diâmetro do bólido antes de este entrar na atmosfera de 15 para 17 m e a massa de 7 para 10 mil t. Estima-se que energia liberada durante o evento é equivalente a 500 quilotons. A quantidade de energia liberada foi suficiente para que o evento fosse registrado pelo serviço sismológico dos Estados Unidos.

### Explosão
Segundo a Sociedade Geográfica Pattani, a passagem do meteoro sobre Cheliabinsk causou três explosões com intensidades variando de 0,1 a 10 quilotons (0,4 a 4,2 TJ). A mais forte foi a primeira, sendo que todas foram precedidas por um lampejo muito brilhante, que perdurou por aproximadamente 5 s. O brilho do objeto era tão intenso que chegou a projetar sombras mais fortes que as do Sol por alguns momentos. A Academia de Ciências da Rússia estimou que as explosões tenham ocorrido entre 30 e 50 km de altitude. O hipocentro das explosões localiza-se ao sul de Cheliabinsk, em Yemanzhelinsk e Yuzhnouralsk. A onda de choque chegou a Cheliabinsk dois minutos após a explosão.

### Impacto
Três locais de impacto haviam sido encontrados, dois próximos ao lago Chebarkul e um a cerca de 80 km ao nordeste, próximo à cidade de Zlatoust. Um dos fragmentos que caiu próximo a Chebarkul deixou uma cratera com um diâmetro de 6 m. Um buraco na superfície congelada do lago Chebarkul foi descoberto por um pescador da região pouco após a colisão; e alguns meses depois (em outubro) um meteorito de aproximadamente 570 kg viria a ser recuperado no local por cientistas russos.
A defesa civil cazaque informou que estavam à procura de dois objetos não-identificados que possivelmente aterrissaram na região de Aqtöbe, adjacente às regiões afetadas na Rússia.

## Consequências

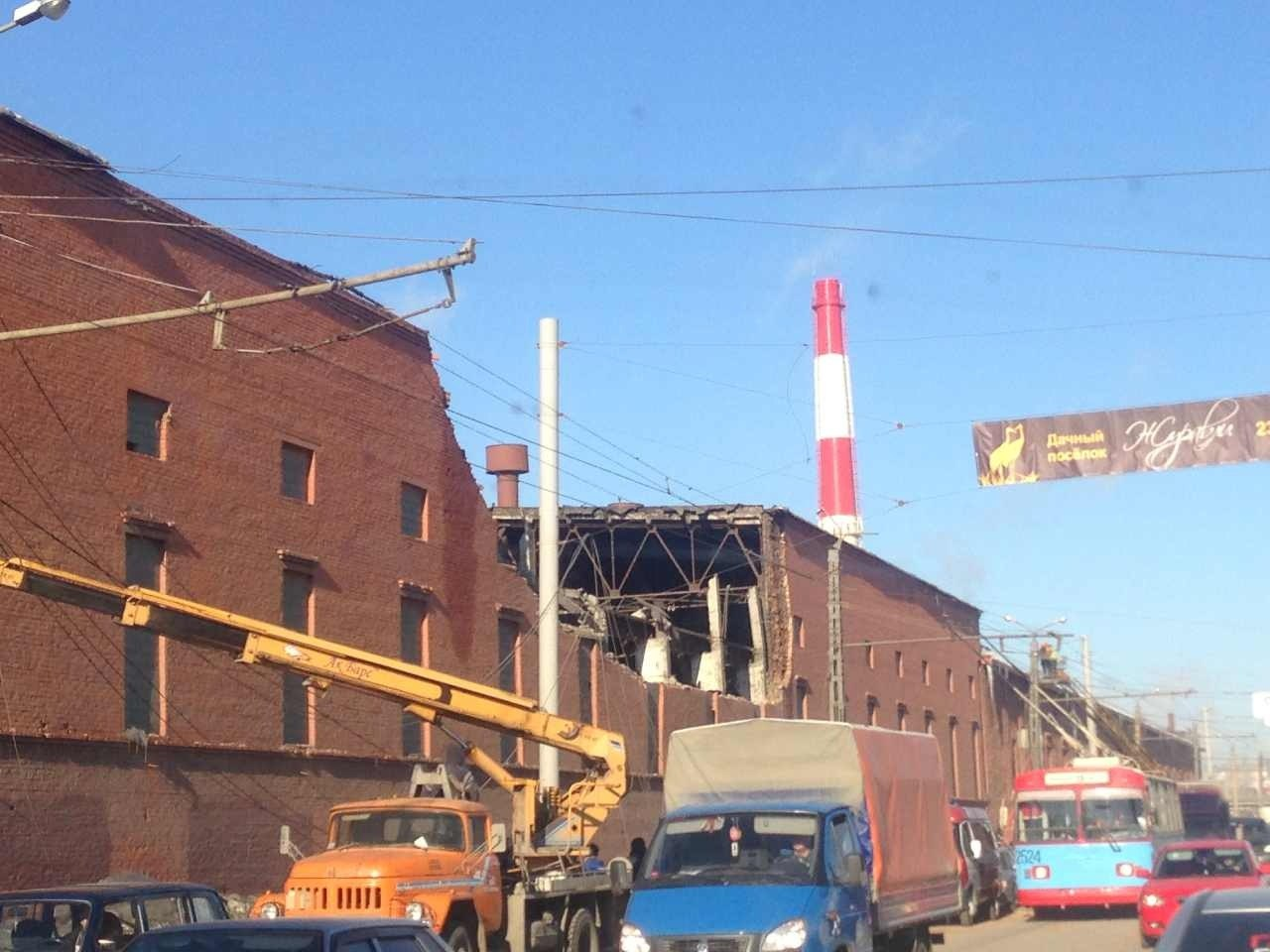
O teto de uma fábrica de zinco em Cheliabinsk desabou por conta da onda de choque gerada pelo impacto.

### Reações
O então primeiro-ministro da Rússia, Dmitry Medvedev, confirmou que um meteorito havia caído na Rússia e disse que isso prova que o "planeta inteiro" está vulnerável a meteoros e que desta maneira se faz necessário um sistema para proteger o planeta de eventos similares no futuro. Apesar de existirem propostas para sistemas de mitigação de asteroides, até hoje nenhum havia sido construído. O evento foi caracterizado como uma explosão de um meteoro durante sua passagem através da atmosfera.

### Vítimas

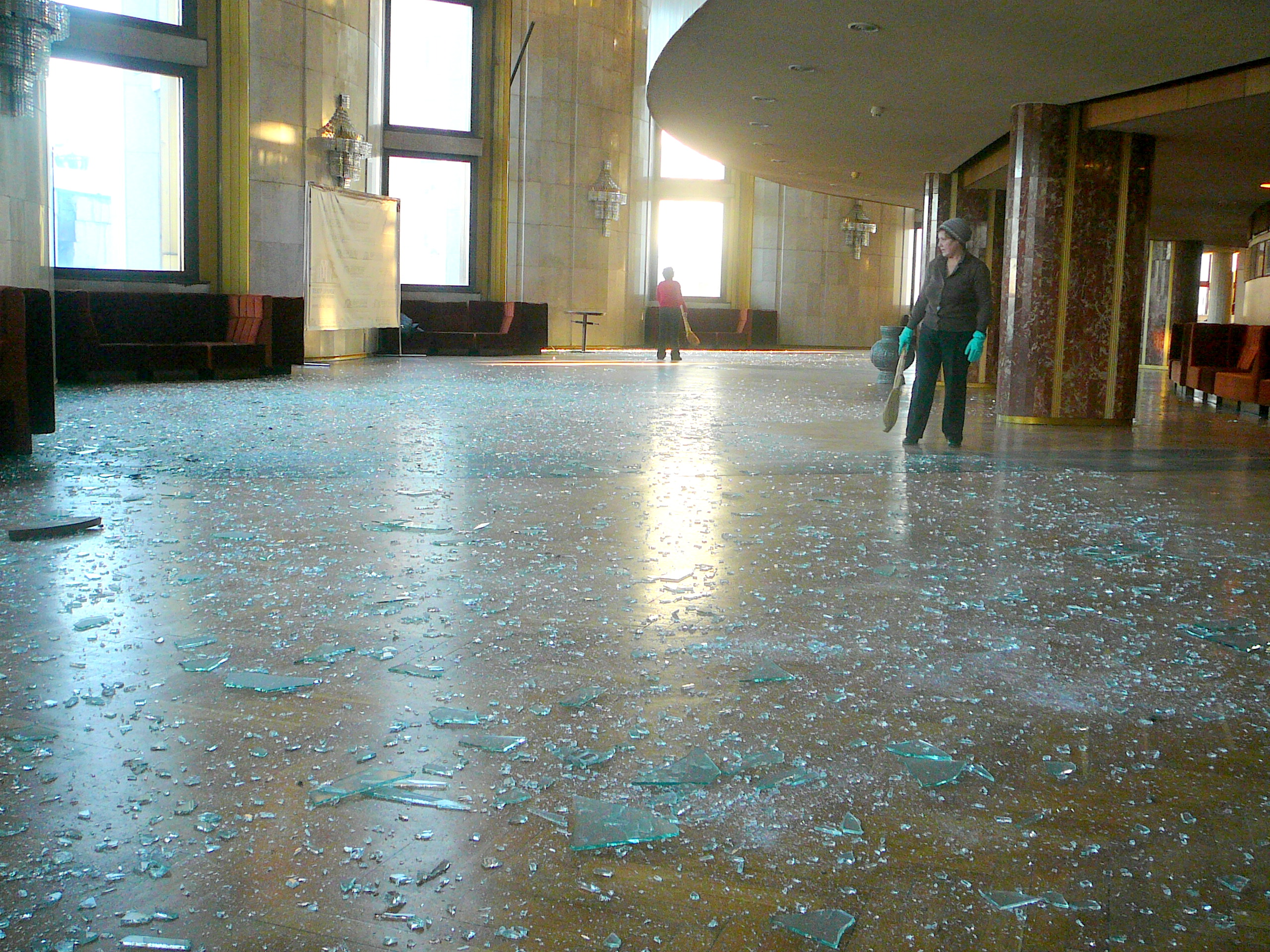
A onda de choque do meteoro estilhaçou um grande número de janelas no Oblast de Cheliabinsk, incluindo o Teatro Dramático da cidade (imagem). Cortes devido a estilhaços de vidro estão entre as causas mais comuns de ferimentos.

Em 15 de fevereiro de 2013 , cerca de 1 200 pessoas haviam procurado atendimento médico no Oblast de Cheliabinsk devido a ferimentos causados pela explosão do meteoro de Cheliabinsk, sendo que destas 159 eram crianças. Paramédicos informaram que das 112 pessoas que foram hospitalizadas até o momento, duas encontravam-se em estado grave. A maioria das vítimas sofreu ferimentos causados por pedaços de vidro das janelas que se estilhaçaram devido a onda de pressão causada pela explosão. Edifícios de escritórios no centro de Cheliabinsk foram evacuados.
As autoridades governamentais de Cheliabinsk suspenderam as aulas em todas as escolas do município, devido principalmente às janelas despedaçadas, tendo ainda solicitado que os pais dos alunos buscassem seus filhos nas escolas da cidade. Pelo menos 20 crianças feriram-se quando as janelas de uma escola e de um jardim de infância partiram-se, aproximadamente às 9:20 (horário local).

### Danos materiais
Aproximadamente 600 m² do telhado de uma fábrica de zinco desabaram devido à onda de choque da explosão. Moradores de Cheliabinsk estavam cobrindo as janelas de suas residências com qualquer material disponível para se proteger das temperaturas de até −15 °C que castigam a região.
O governador do Oblast de Cheliabinsk, Mikhail Yurevich, informou que preservar o sistema central de calefação da cidade era a principal prioridade das autoridades. O governador estimou que os trabalhos para recuperar os danos causados pelo evento custariam mais de 1 bilhão de rublos (aproximadamente 33 milhões de dólares). Autoridades de Cheliabinsk disseram que as despesas com a troca dos vidros das janelas dos apartamentos (mas não de sacadas) serão pagas pelo estado.

## Relação com o asteroide 2012 DA14
O Evento de Cheliabinsk coincide com a passagem do asteroide 2012 DA14 a apenas 27 700 km da Terra, que ocorreu no mesmo dia. Entretanto, os cálculos preliminares mostraram rapidamente que os dois objetos não possuíam qualquer relação. A aproximação do 2012 DA14 estava prevista para acontecer aproximadamente às 19:25 (Tempo Universal Coordenado), 16 horas após a passagem do meteoro. O Observatório Geofísico Sodankylä, fontes russas, a Agência Espacial Européia, a NASA e a Royal Astronomical Society indicaram que os dois objetos não poderiam estar relacionados porque tinham trajetórias bastante diferentes.